# Jętki
Jętki (łac. Ephemeroptera z gr. ephēmeros ‘jednodniowy’ i pterón ‘pióro; skrzydło’); pot. jacica – rząd owadów uskrzydlonych, długość ciała 3–40 mm, na ogół związanych ze środowiskiem wodnym. Okres życia larw może trwać nawet do kilku lat, postacie dorosłe żyją bardzo krótko, czasem jeden dzień (stąd: jętka jednodniówka). Niekiedy obserwowane są masowe wyloty jętek.
W okresie cyklu życiowego larwy przechodzą od 20 do 30 linień.
Typy larw:
- larwy grzebiące; żyją w wodach wolno płynących lub stojących, w mule formują chodniki,
- larwy pełzające; żyją na dnie górskich strumieni,
- larwy pływające; żyją w wodach o bogatej roślinności.

Pokrój ciała i budowa: Larwy mają ciało zbudowane podobnie do osobników dojrzałych. Od larw innych owadów wodnych odróżniają się następującymi cechami:
- stopa opatrzona jednym pazurkiem,
- skrzelotchawki na bokach lub grzbiecie odwłoka zakończone trzema lub dwiema szczecinkami.

Zawiązki skrzydeł tylnych, o ile występują, ukryte są pod zawiązkami skrzydeł przednich. Na głowie larwy są oczy i przyocza; otwór gębowy z silnie wykształconymi narządami gębowymi gryzącymi znajduje się na stronie brzusznej. Głowa osadzona mocno na krótkiej szyi. Po bokach znajdują się nogi mające u różnych gatunków różny kształt.
Owady dorosłe charakteryzują się delikatną budową, barwą ciała żółtą lub brązową, głowę mają okrągłą, ruchliwą z dużymi złożonymi oczami i przyoczami. Narządy gębowe są uwstecznione, a przewód pokarmowy wypełniony powietrzem. Skrzydła, dwie pary, przy czym przednie są nawet dwukrotnie większe niż tylne. Odnóża cienkie, długie zakończone pięcioczłonową stopką. Na końcu odwłoka wyrastają trzy lub dwie szczecinki. Samice są nieco większe niż samce.
Jętki są owadami rozdzielnopłciowymi, chociaż czasem zdarzają się formy hermafrodytyczne.

## Systematyka
Wyróżnia się ok. 2 tys. gatunków występujących w strefie klimatu umiarkowanego. W Polsce występuje 119 gatunków (stan na 2002 rok).
Owady te dzieli się na 3 podrzędy i 23 rodziny (liczby te wahają się zależnie od przyjętego systemu klasyfikacyjnego):
Podrząd Carapacea
- Nadrodzina Prosopistomatoidea
  - Rodzina Baetiscidae
  - Rodzina Prosopistomatidae

Podrząd Furcatergalia
- Infrarząd Lanceolata
  - Nadrodzina Leptophlebioidea
    - Rodzina Leptophlebiidae (szczecielowate)
- Infrarząd Palpotarsa
  - Rodzina Behningiidae (wołżankowate)
- Infrarząd Scapphodonta
  - Nadrodzina Potamanthoidea
    - Rodzina Potamanthidae (wyskórowate)

  - Nadrodzina Ephemeroidea
    - Rodzina Euthyplociidae
    - Rodzina Polymitarcyidae (ryboradkowate)
    - Rodzina Ephemeridae (jętkowate)
- Infrarząd Pannota
  - Nadrodzina Caenoidea (nibochotki)
    - Rodzina Neoephemeridae
    - Rodzina Caenidae (nibochotkowate)

  - Nadrodzina Ephemerelloidea
    - Rodzina Ephemerellidae (jętkówkowate)
    - Rodzina Tricorythidae
- Infrarząd Pisciforma
  - Rodzina Baetidae (murzyłkowate)
  - Rodzina Metretopodidae
  - Rodzina Ametropodidae (skandynawkowate)
  - Rodzina Siphlonuridae (szczątkówkowate)
  - Rodzina Acanthametropodidae
  - Rodzina Ameletidae

Podrząd Setisura
- Rodzina Isonychiidae
- Rodzina Oligoneuriidae (nieszczeblowate)
- Rodzina Pseudironidae
- Rodzina Arthropleidae
- Rodzina Heptageniidae (zmarwlocikowate)

## Ewolucja
Wczesne jętki występowały w permie, tworząc klad Permoplectoptera. Przedstawiciele rodzaju Misthodotes nie mieli typowych dla współczesnych jętek struktur anatomicznych umożliwiających kopulację w locie. Dorosłe osobniki miały żujące aparaty gębowe.